# Jaegyu Knoll
Der Jaegyu Knoll ist ein submariner Vulkan vor der Nordspitze der Antarktischen Halbinsel. Er ragt 700 m über den Meeresboden hinaus und erreicht seine Maximalhöhe 200 m unterhalb des Meeresspiegels. Der Vulkan liegt 8,8 km nordwestlich der Rosamel-Insel im Antarctic-Sund.
Die Entdeckung und eine bathymetrische Vermessung erfolgten im Januar 2001 im Rahmen des United States Antarctic Program unter Federführung des US-amerikanischen Geologen Eugene Domack (1956–2017) mit Hilfe des Eisbrechers Nathaniel B. Palmer. Das Advisory Committee on Undersea Features (ACUF) benannte ihn 2007 nach Jeon Jae-Gyu, einem koreanischen Wissenschaftler auf der König-Sejong-Station, der 2003 bei einem Rettungsversuch für ein in der Maxwell Bay gekenntertes Boot ins Meer gefallen und auf dem Rückweg entlang des Ufers zu einer chilenischen Station an Unterkühlung gestorben war.